# Zračnost
Zráčnost (običajno oznaka z) pomeni v strojništvu razliko v premeru bata in premeru puše. Zračnosti ne smemo zamenjati z zrakom, ki je dvakrat manjši od zračnosti.
Pri hladnem preoblikovanju pločevine je pomembna rezilna zračnost (tudi rega, reža ali zazor) med pestičem (rezilnim trnom) in rezilno matrico oziroma med nožem in matrico, ki običajno znaša 8 % debeline pločevine. Odvisna pa je od več rezilnih pogojev. Če je na primer debelina pločevine 2 mm, je rezilna zračnost (na steno) enaka 2 · 0,08 = 0,16 mm. Podobno je pri upogibanju in globokem vlečenju, kjer govorimo o upogibni in vlečni zračnosti.
Enačba za zračnost je:
{\displaystyle z=(D-d)\,\!,}
kjer je: 
- z... zračnost,
- D... premer puše ležaja,
- d... premer čepa ležaja.

Zrak = z/2